# Slovo pacana. Krov' na asfal'te
Slovo pacana. Krov' na asfal'te (in russo Слово пацана. Кровь на асфальте?, lett. "Parola di ragazzo. Sangue sull'asfalto") è una serie televisiva russa del 2023 diretta da Žora Kryžovnikov e tratta dall'omonimo romanzo di Robert Garaev (2020).

## Trama
È incentrata sul fenomeno di Kazan', città presa d'assalto da criminali, ed è ambientata nel 1989 dopo la messa in atto della perestrojka. Andrej, studente di una scuola di musica di 14 anni, vive assieme alla madre e alla sorella; tuttavia, viene frequentemente molestato da gang criminali. Fa quindi amicizia con l'ex bullo, Marat, per cercare protezione. Andrej gli insegna l'inglese, e Marat gli offre a sua volta lezioni di pugilato e su come commettere piccoli furti.

## Colonna sonora
La colonna sonora, recensita positivamente dal critico Aleksej Mažaev per InterMedia, è costituita da diverse canzoni degli anni ottanta e anni settanta, di cui quattro dei Laskovyj maj e delle Miraž. La composizione più popolare è stata Pıyala degli Aigel, composizione in tataro, numero uno nella Latvijas straumētāko singlu della LaIPA per due settimane consecutive ed entrata nella Singlų Top 100 della AGATA.

## Episodi
| Stagione       | Episodi | Prima TV |
| -------------- | ------- | -------- |
| Prima stagione | 8       | 2023     |

## Distribuzione
La prima stagione della serie è stata interamente distribuita gradualmente su Wink a partire dal 9 novembre fino al 21 dicembre 2023.

## Accoglienza
Slovo pacana. Krov' na asfal'te ha riscosso popolarità sia nella Federazione Russa che in Ucraina, nonostante l'invasione in corso. Il Ministero della cultura e della politica dell'informazione del governo ucraino ha dichiarato che la serie «contiene propaganda del nemico» e ne è stato di conseguenza bloccato l'accesso legale al programma.

## Riconoscimenti
- Premija APKiT[9]
  - 2024 – Miglior serie TV (oltre i 7 episodi)
  - 2024 – Miglior attore in una serie TV per Marat Suvorov
  - 2024 – Miglior attore non protagonista in una serie TV per Nikita Kologrivyj
  - 2024 – Miglior attrice non protagonista in una serie TV per Julija Aleksandrova
  - 2024 – Miglior regista
  - 2024 – Miglior sceneggiatura
  - 2024 – Miglior casting director per Anastasija Bagirova
  - 2024 – Migliori costumi per Daša Fomina
  - 2024 – Miglior montatore per Egor Tarasenko